# Hyaderna (stjärnhop)
Hyaderna (även känd som Collinder 50 eller Melotte 25) är en öppen stjärnhop i Oxens stjärnbild. Hyaderna är den öppna stjärnhopen som ligger närmast vårt solsystem och även den mest välstuderade av alla stjärnhopar.